# Les Carnets de Siegfried
Pour les articles homonymes, voir Benediction.
 (août 2021).
Si vous disposez d'ouvrages ou d'articles de référence ou si vous connaissez des sites web de qualité traitant du thème abordé ici, merci de compléter l'article en donnant les références utiles à sa vérifiabilité et en les liant à la section « Notes et références ».
Pour plus de détails, voir Fiche technique et Distribution.
Les Carnets de Siegfried (Benediction) est un film britannique réalisé par Terence Davies, sorti en 2021. Le film est basé sur la vie du poète et écrivain anglais Siegfried Sassoon.

## Fiche technique
Sauf indication contraire, les informations mentionnées dans cette section peuvent être confirmées par la base de données cinématographiques IMDb,  présente dans la section « Liens externes ».
- Titre français : Les Carnets de Siegfried
- Titre original : Benediction
- Réalisation et scénario : Terence Davies
- Direction artistique : Adam Tomlinson
- Décors : Alison Harvey
- Costumes : Annie Symons
- Photographie : Nicola Daley
- Montage : Alex Mackie
- Société de distribution : Condor (France)
- Pays de production :  Royaume-Uni
- Langue originale : anglais
- Format : couleur — 35 mm[réf. nécessaire] — 2,39:1 — son stéréo
- Genre : biographie, drame, guerre
- Durée : 137 minutes
- Dates de sortie :
  - Canada : 12 septembre 2021 (Festival de Toronto)[1]
  - Royaume-Uni : 15 octobre 2021 (Festival du film de Londres)[1] ; 20 mai 2022 (sortie nationale)[1]
  - France : 6 mars 2024

## Distribution
- Jack Lowden : Siegfried Sassoon
  - Peter Capaldi : Siegfried âgé
- Kate Phillips : Hester Gatty
  - Gemma Jones : Hester âgée
- Calam Lynch (en) : Stephen Tennant
  - Anton Lesser : Stephen Tennant âgé
- Jeremy Irvine : Ivor Novello
- Tom Blyth : Glen Byam Shaw (en)
- Simon Russell Beale : Robert Ross
- Matthew Tennyson (en) : Wilfred Owen
- Julian Sands : le médecin chef (en)
- Ben Daniels : le Dr Rivers
- Suzanne Bertish : lady Ottoline Morrell
- Lia Williams : Edith Sitwell
- Richard Goulding (en) : George Sassoon (en), le fils de Siegfried
- Geraldine James : la mère de Siegfried
- Thom Ashley : Hamo Sassoon, le frère de Siegfried
- Jude Akuwudike (en) : le prêtre

## Distinction

### Récompense
- Festival international du film de Saint-Sébastien 2021 : prix du meilleur scénario[2]

### Presse
- Thomas Sotinel, « Les Carnets de Siegfried ou la complainte du poète des tranchées », Le Monde.fr,‎ 6 mars 2024 (lire en ligne, consulté le 10 mars 2024).